# Тадеуш Міхаловський (астроном)
Тадеуш Міхаловський (нар. 1954) — польський астроном, професор фізичних наук, викладач Університету імені Адама Міцкевича в Познані.

## Біографія
1978 року закінчив Університет Миколи Коперника в Торуні зі спеціальності «строноміюя» З 1979 року працює в Астрономічній обсерваторії Університету Адама Міцкевича. Дисертацію доктора філософії захистив у 1986 році в Університеті імені Адама Міцкевича. У 1997 році зробив габілітацію в Університеті Миколи Коперника, захистивши дисертацію «Визначення орієнтації осі обертання та форми малих планет на основі фотометричних спостережень». Звання професора отримав у 2009 році. Проводить заняття з астрономії, фізики астероїдів, позагалактичної астрономії та космології.
Син Тадеуша, Міхал Міхаловський, теж став астрономом, спеціалістом з фізики міжзоряного середовища в галактиках, габілітованим професором в тій самій Познанськії обсерваторії, де працював і батько.

## Наукові результати
Міхаловський вивчає форми, періоди обертання та орієнтації осей астероїдів шляхом вимірювання їхніх кривих блиску (залежностей яскравості від часу).

## Відзнаки
На честь науковця названий астероїд (7747) Міхаловський.